# ويليام كلايد مارتن
ويليام كلايد مارتن (بالإنجليزية: William Clyde Martin)‏ هو قسيس أمريكي، ولد في 28 يوليو 1893 في Randolph, Tennessee ‏ في الولايات المتحدة، وتوفي في 30 أغسطس 1984.